# Торонто Кроэйша
Хорватский Национальный Спортивный Клуб «Торонто Кроэйша» (англ. Croatian National Sports Club Toronto Croatia), краткое название Торонто Кроэйша — канадская футбольная команда, основанная в 1956 году. Команда является членом Канадской Футбольной Лиги, самый высокий уровень футбольной иерархии в Канаде, и играет в Международном Дивизионе.
Хорваты в настоящее время играют свои домашние матчи на стадионе «Центенниал Парк» в Этобико, в западной части города Торонто, Онтарио. Цвета команды: красный, белый и синий, аналогичные цвета использует сборная Хорватии по футболу. Отождествление клуба со своими хорватскими корнями остаётся сильным и по сей день. Он является постоянным участником Хорватского-Северного Турнира по футболу.

## История
Команда имеет богатую историю, считается, что она была создана небольшой группой хорватской диаспоры. Команда играла в Национальной футбольной лиге до 1975 года, когда они объединились с «Торонто Метрос» из Североамериканской футбольной лиги, сформировав «Торонто Метрос-Кроэйша». В этот период команда приобрела много иностранных футболистов, в их числе и Эйсебио (играл в клубе в сезоне 1975/76, забил 18 голов в 25 матчах). Выступления клуба были достаточно успешными: они выиграли Соккер Боул 1976 (3:0 победа над «Миннесота Кикс» на стадионе «Киндом» в Сиэтле). В чемпионате команда играла под руководством тренера Марьяна Билича, иммигранта, который играл за «Динамо Загреб». За чемпионский состав играли такие футболисты, как Иван Лукачевич, Эйсебио, Иван Грнья, Филипп Блашкович и многие другие.
Руководители Лиги лоббировали CBS, чтобы клуб назывался просто «Торонто» в Соккер Боул на телевидении. В 1978 году команда была выкуплена, в результате чего команда «Торонто Близзард» осталась в NASL, а «Торонто Кроэйша» вернулась в NSL. В 1994 году «Торонто Кроэйша» присоединилась к Канадской Международной Футбольной Лиге. В 1997 году была сформирована Канадская Профессиональная Футбольная Лига, к которой коллектив присоединился в 1998 году.
В 1980-х клуб имел ограниченный успех из-за попыток создания Национальной лиги в Канаде (CPSL-канадской профессиональной футбольной лиги). Эта лига состояла из команд со всей Канады, от Виннипега до Монреаля, и первоначально имела мощный старт. Команда была вначале записана как «Миссиссауга Кроэйша» и играла свои матчи на стадионе «Центенниал». Из-за растущих расходов, а также плохой посещаемости в чемпионате, лига, в конце концов, распалась, и «Торонто Кроэйша» вернулась в NSL (Национальная Футбольная Лига).
К концу 1980-х годов многие игроки и тренеры были привезены из Хорватии, чтобы поднять команду и её молодёжные программы. В 1989—1990 годах «Торонто Кроэйша» была на пути к призовым местам с большим количеством местных и международных игроков, входящих в команду. Среди заметных игроков, прибывших в то время в команду, были Драго Шантич («Шибеник»), Велимир Крльен («Задар») и Дубравко Ледич («Мостар»).
В начале 90-х в Югославии началась война. Авторитет команды повысился в глазах общества после поездки команды в Хорватию под эгидой хорватского Министерства спорта и культуры. Были проведены товарищеские матчи с участием команд «Динамо Загреб», «Хайдук Сплит», «Осиек», «Риека», «Вараждин» и «Томиславграда». В это время NSL начинает демонстрировать высокий уровень игры, и зрительский интерес ко всем матчам начал расти. «Торонто Кроэйша» имела самый большой показатель посещаемости среди всех команд в лиге в этот период (1990—1995 гг.).
С многочисленными игроками, привезёнными из Хорватии и локальной системой молодёжи в Торонто, которая открыла немало молодых талантов, команда снова выиграла Суперкубок NSL и Хорватский Североамериканский турнир по футболу. После этих успехов были чемпионаты в 1992 и 1995 (PUMA лига). В обоих этих сезонах «Торонто Кроэйша» выиграла как Лигу, так и Хорватский Национальный турнир Северной Америки.
«Торонто Кроэйша» сыграла множество выставочных игр с командами из Хорватии, а также с командами из Португалии. В июне 1994 года она сыграла товарищеский матч против «Бейра-Мар» на стадионе «Центенниал» перед трёхтысячной публикой. Местный игрок Антон Гранич забил единственный гол, принеся победу «Кроэйше».
В 2006 году клуб отметил своё 50-летие. В честь этого команда отправилась в тур по Хорватии и Боснии и Герцеговине. «Торонто Кроэйша» сыграла против «Динамо Загреб» на стадионе «Максимир», а также померялась силами с «Широки Бриег» и «Приморац Биоград».
В 2007 году «Торонто Кроэйша» приняла участие в первом в истории чемпионата мира среди клубов хорватской диаспоры, в котором соревновались клубы исключительно хорватского происхождения. «Торонто» стал победителем первого турнира, оформив победу со счётом 3:1 над «Канберра Кроэйша» в финале. Команда была награждена трофеем чемпионата хорватской футбольной федерации, который вручил клубу лично Влатко Маркович, президент федерации. Также «Торонто Кроэйша» со счётом 4:1 по совокупности двух матчей выиграла у «Сербиан Уайт Иглз», завоевав кубок канадской футбольной лиги.
В конце 2000-х «Торонто Кроэйша» и другие команды CSL не стали участвовать в новом чемпионате Канады, а также отказались представлять страну в Лиге чемпионов КОНКАКАФ. В 2009 году Торонто Кроэйша решила не участвовать в ежегодном Хорватско-североамериканском футбольном турнире по внутренним причинам. Решение было встречено с недоверием хорватской общиной в Северной Америке с обвинениями в том, что «Торонто Кроэйша» избегает жёсткой конкуренции после того, как было обнаружено в 2008 году наличие на турнире незаявленных игроков.
Команда играла каждый год на Хорватском Летнем Турнире.